# San Giorgio Scarampi
San Giorgio Scarampi (San-Giòrs-djë-Scramp in piemontese) è un comune italiano di 95 abitanti della provincia di Asti in Piemonte.

## Monumenti e luoghi d'interesse
La torre medioevale che campeggia nel borgo è un vero e proprio edificio difensivo a sei piani, con copertura a terrazza originalmente merlata; sono visibili le mura di cinta del mastio castellato risalente al XIV secolo. Domina dall'alto la val Bormida ed è inserito fra i "Castelli Aperti" del Basso Piemonte.

La zona immediatamente circostante è stata adibita ad area verde pubblica.

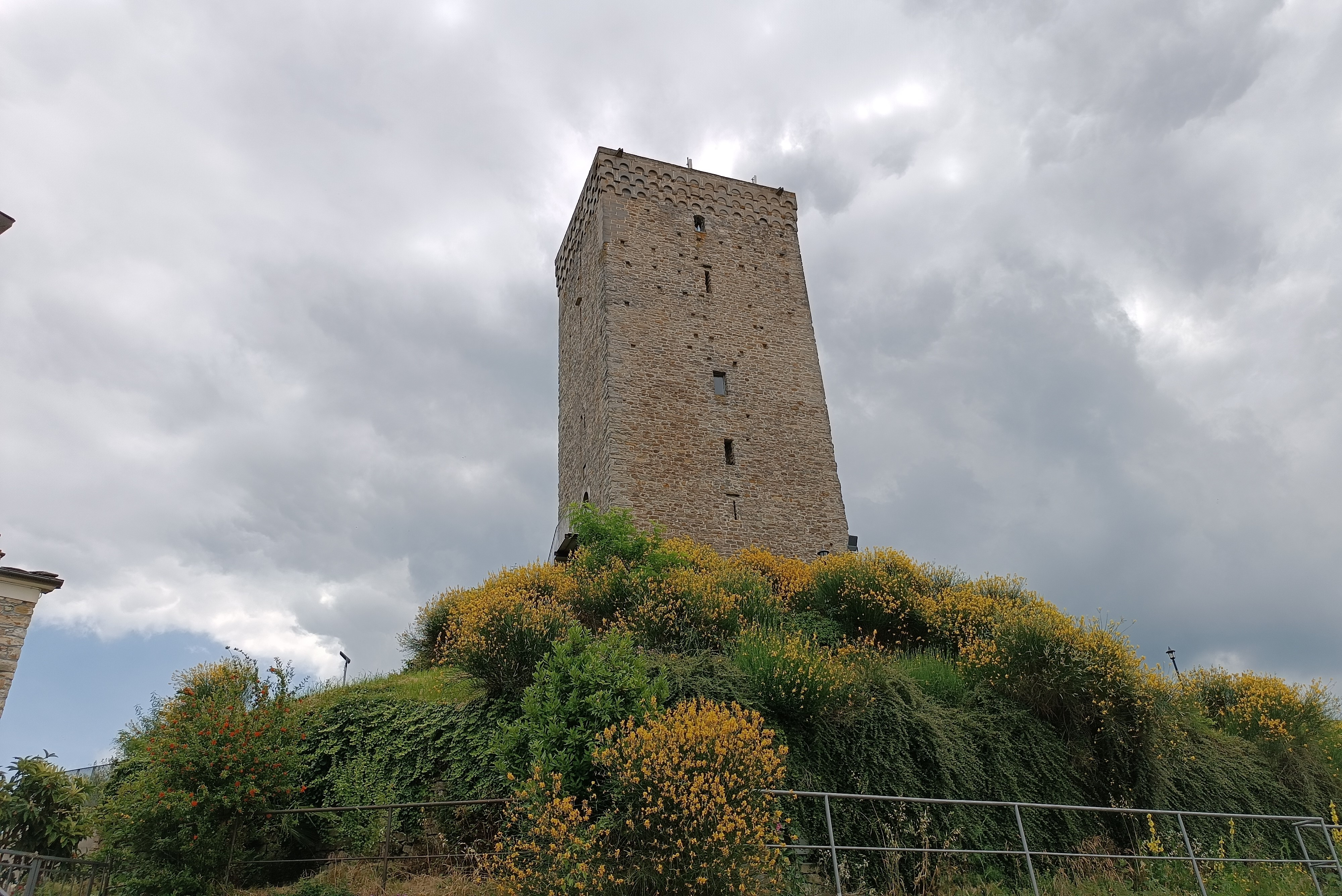
Veduta della Torre medievale

## Società

### Evoluzione demografica
Negli ultimi cento anni, a partire dal 1921, la popolazione residente è diminuita del 75 %.
Abitanti censiti

## Amministrazione
Di seguito è presentata una tabella relativa alle amministrazioni che si sono succedute in questo comune.
| Periodo           | Periodo           | Primo cittadino           | Partito                                | Carica  | Note  |
| ----------------- | ----------------- | ------------------------- | -------------------------------------- | ------- | ----- |
| 11 giugno 1985    | 18 settembre 1989 | Aldo Abbate               | -                                      | Sindaco | [ 5 ] |
| 18 settembre 1989 | 1º giugno 1990    | Francesco Bodrito         | -                                      | Sindaco | [ 5 ] |
| 1º giugno 1990    | 24 aprile 1995    | Francesco Bodrito         | -                                      | Sindaco | [ 5 ] |
| 24 aprile 1995    | 14 giugno 1999    | Francesco Bodrito         | centro-destra                          | Sindaco | [ 5 ] |
| 14 giugno 1999    | 14 giugno 2004    | Marco Listello            | lista civica                           | Sindaco | [ 5 ] |
| 14 giugno 2004    | 8 giugno 2009     | Marco Listello            | lista civica                           | Sindaco | [ 5 ] |
| 8 giugno 2009     | 26 maggio 2014    | Alessandro Boffa Giordano | lista civica Chiesa e due spighe       | Sindaco | [ 5 ] |
| 26 maggio 2014    | 26 maggio 2019    | Marco Listello            | lista civica Campana e spighe di grano | Sindaco | [ 5 ] |
| 26 maggio 2019    | in carica         | Marco Listello            | lista civica Torre di San Giorgio      | Sindaco | [ 5 ] |